# Barrow point
Barrow point är ett utdött australiskt språk. Barrow point talades i Queensland och tillhörde de pama-nyunganska språken.